# 居留守かりん
居留守 かりん（いるす かりん、9月2日 - ）は、日本の歌手、女性声優。東京都出身。

## 出演

### イベント
- ラブライブ！サンシャイン×SCRAP「輝け！Aqoursぬまづフェスティバル」

### アニメ
- チバテレ｢届け！FM83〇！マンデーナイトシンフォニー｣キョウコ役

### ボイスドラマ
- 零れ日にささやかな願いを

### ナレーション
- ホテル縁道CM/かわさきFM
- さねんばなCM/かわさきFM

### ラジオ
- 市川うららFM｢今日もうららか市川うららFMです！｣火曜13時レギュラーパーソナリティ
- 市川うららFM｢居留守かりんときたりょうのおるすばんらじお｣
- タッキー81.6｢ミサキでナイト！｣
- 渋谷crossFM｢E-sta!!｣
- I&U-LaLa FM｢えれくとりっくうぇーぶ｣
- 渋谷crossFM｢水瀬遥のみなまでいうなラジオ｣
- ネットラジオ｢居留守かりんのおるすばんらじお｣
- 市川うららFM「えりラジ」
- 市川うららFM「マッスル力也の超ビッグWednesday」

### 歌唱
- ex.ネズミエラ（ボーカル/作詞/グッズデザイン）
- 東京バリトンサックスフェスティバル（ボーカル）

### モデル
- LINELIVE広告モデル/sweet5月号
- 代官山駅 八幡スイーツストリート/駅広告モデル

### 舞台/朗読劇
- TAIYO MAGIC FILM イマーシブシアター「嘘っていうのは嘘」
- オフィス上の空アクトジム公演「霧の糸くず」（※コロナにより中止）
- WarnderAnotherWorld
- twerno reverse
- ふぉーすてーじプロデュースリーディングライブ「不思議の国のアリス」「宮沢賢治短編朗読」
- レリバンスプロデュースリーディングライブ「NIJI-NEKO」

### 映像
- J:COMチャンネル「市川食遊記」